# Мехнатобод (Согдийская область)
Мехнатобод (тадж. Меҳнатобод) — посёлок городского типа в Согдийской области Таджикистана; входит в Зафарабадский район. Расположен на берегу Таджикского машинного канала № 1.
Статус посёлка городского типа с 1966 года. По данным БСЭ в посёлке имелись хлопководческий и лесопитомнический совхозы, а также строительный техникум.

## Население
| 1970 | 1979 | 1989 | 2013   | 2014   | 2015   | 2021   | 2022   |
| ---- | ---- | ---- | ------ | ------ | ------ | ------ | ------ |
| 4472 | 5894 | 7191 | 10 100 | 10 500 | 10 800 | 11 900 | 12 200 |